# Hartington (Derbyshire)
Hartington – wieś w Anglii, w hrabstwie Derbyshire, w dystrykcie Derbyshire Dales. Leży 33 km na północny zachód od miasta Derby i 215 km na północny zachód od Londynu. Miejscowość liczy 345 mieszkańców.